# Angla
Angla (kinesiska: 昂拉) är en socken i Kina. Den ligger i provinsen Qinghai, i den nordvästra delen av landet, omkring 86 kilometer söder om provinshuvudstaden Xining. Antalet invånare är 2 449. Befolkningen består av 1 199 kvinnor och 1 250 män. Barn under 15 år utgör 23,0 %, vuxna 15-64 år 68 %, och äldre över 65 år 7,0 %.
Runt Angla är det ganska glesbefolkat, med 42 invånare per kvadratkilometer. Närmaste större samhälle är Magitang, 5,6 km norr om Angla. Trakten runt Angla består i huvudsak av gräsmarker.
Genomsnittlig årsnederbörd är 574 millimeter. Den regnigaste månaden är juli, med i genomsnitt 144 mm nederbörd, och den torraste är december, med 2 mm nederbörd.